# Michael Jude Byrnes

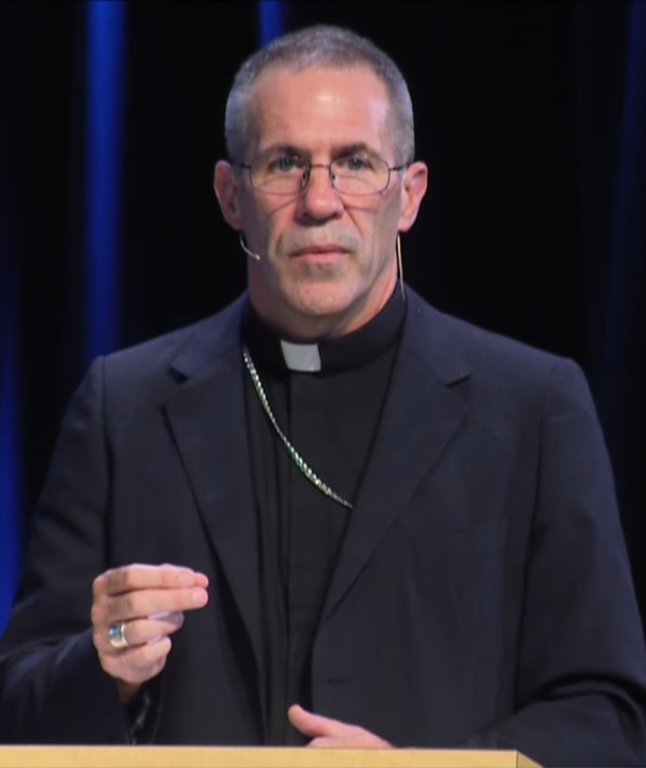
Erzbischof Michael Jude Byrnes (2016)

Wappen von Michael Jude Byrnes als Erzbischof

Wappen von Michael Jude Byrnes als Weihbischof

Michael Jude Byrnes (* 23. August 1958 in Detroit, Michigan; † 31. Mai 2025 ebenda) war ein US-amerikanischer römisch-katholischer Geistlicher und Erzbischof von Agaña.

## Leben
Michael Byrnes absolvierte die Detroit Catholic Central High School und empfing am 25. Mai 1996 durch den Erzbischof von Detroit, Adam Joseph Kardinal Maida, in der Kathedrale des Allerheiligsten Sakraments in Detroit das Sakrament der Priesterweihe. Ab 2004 war er Vizerektor des Sacred Heart Major Seminary in Detroit sowie Gemeindepfarrer.
Papst Benedikt XVI. ernannte ihn am 22. März 2011 zum Weihbischof in Detroit und Titularbischof von Eguga. Der Erzbischof von Detroit, Allen Henry Vigneron, spendete ihm sowie den mit ihm ernannten Weihbischöfen José Arturo Cepeda Escobedo und Donald Francis Hanchon am 5. Mai desselben Jahres die Bischofsweihe; Mitkonsekratoren waren John Clayton Nienstedt, Erzbischof von Saint Paul and Minneapolis, und John Michael Quinn, Bischof von Winona.
Papst Franziskus ernannte ihn am 31. Oktober 2016 zum Koadjutorerzbischof von Agaña mit besonderen Vollmachten. Mit der Bekanntgabe der endgültigen Amtsenthebung seines Vorgängers Anthony Sablan Apuron OFMCap am 4. April 2019, der wegen sexuellen Missbrauchs seines Amtes enthoben wurde und das Bistum nicht mehr betreten wie auch keine Bischofsinsignien mehr führen darf, folgte er diesem als Erzbischof von Agaña nach. Am 28. März 2023 nahm Papst Franziskus seinen vorzeitigen Rücktritt vom Amt des Erzbischofs an.
Michael Byrnes starb Ende Mai 2025 im Alter von 66 Jahren an den Folgen einer Alzheimer-Erkrankung.